# Erich Kling

Erich Kling

Erich Kling (* 26. Juni 1854 in Torgau; † 15. September 1892 in Berlin) war ein deutscher Offizier und Forschungsreisender.

## Leben

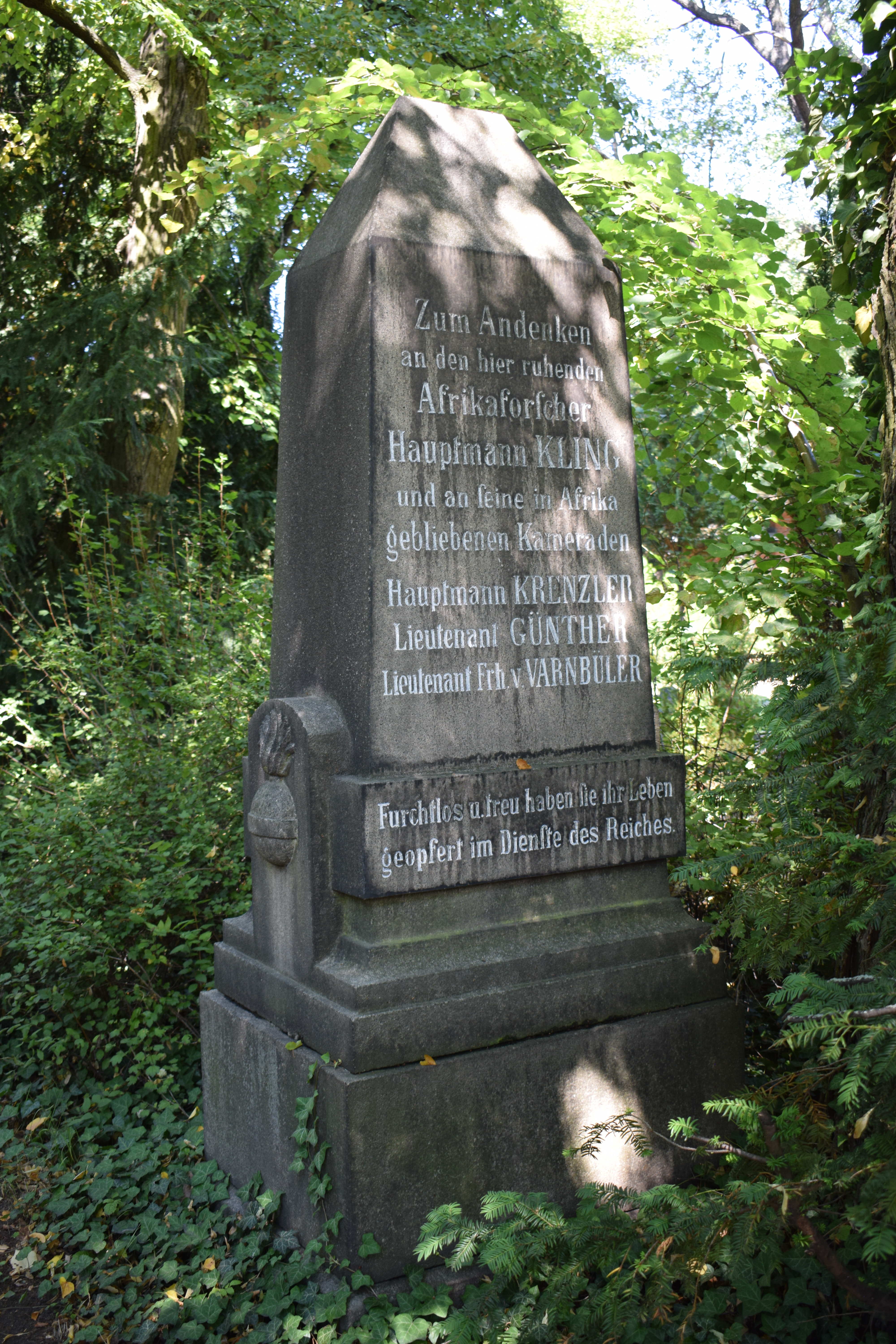
Denkmal für Erich Kling auf dem Friedhof Columbiadamm in Berlin

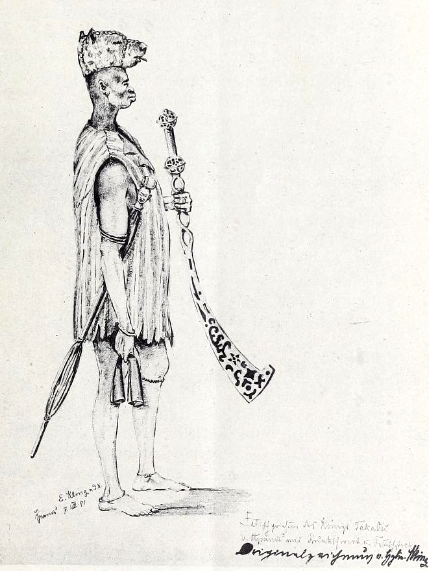
Der Fetischpriester des Königs Takadu von Kpandu mit Prunkschwert und Fetischstock (Zeichnung: Erich Kling, 1891)

Erich Kling wurde in Torgau als Sohn des Königlichen Proviantmeisters Robert Kling geboren und verlebte seine frühe Jugend in Neiße, wo er das Gymnasium und später das Städtische Realgymnasium besuchte. Am 1. Oktober 1873 trat er in die Württembergische Armee und stieg bis zum Hauptmann des Feldartillerie-Regiments Nr. 29 auf. Die Gründung deutscher Kolonien in Afrika weckte sein Interesse für diesen Kontinent. Er studierte die verfügbare Literatur und ließ sich in astronomischer Ortsbestimmung und Meteorologie ausbilden. Dazu arbeitete er ein halbes Jahr an der Königlichen Sternwarte in Bogenhausen. 1886 bewarb er sich beim Auswärtigen Amt für den Dienst in Afrika. Im Jahr 1888 nahm er an einer von Ludwig Wolf geleiteten Expedition in das Hinterland der deutschen Kolonie Togo teil. Nach Wolfs Tod wurde Kling 1889 dessen Nachfolger als Leiter der Station Bismarckburg, die er befestigte und erweiterte. Sie war bis 1890 Ausgangspunkt mehrerer Expeditionen Klings zur Erforschung des Hinterlandes und zur Ausbreitung des deutschen Einflusses im Gebiet. Nachdem er kurzzeitig in sein Regiment zurückgekehrt war, übernahm Kling 1891 selbst die Leitung einer Forschungsexpedition, die ihn abermals weit ins westafrikanische Inland führte. Er bereiste Gebiete in Nord-Togo und im nordwestlichen Dahomey. Letzteres wurde später entgegen seinem Bestreben Französisch-Westafrika zugeschlagen. Bei seinen strapaziösen Reisen erkrankte Kling an Dysenterie und starb kurz nach seiner Heimkehr in Berlin.
Kling wurde auf dem Neuen Garnisonfriedhof, heute Friedhof Columbiadamm, bestattet, wo ihm 1894 ein Denkmal errichtet wurde.
Er hinterließ Reise- und Tagebuchnotizen, Zeichnungen, Fotografien und Landkarten der besuchten Gebiete. Seine gesammelten und konservierten Tiere wurden von Ferdinand Karsch und Hermann Julius Kolbe (Insekten) sowie Paul Matschie (Säugetiere, Reptilien, Amphibien) gesichtet. Mitgebrachte Artefakte wie Musikinstrumente und Alltagsgegenstände befinden sich heute in den Sammlungen des Ethnologischen Museums in Berlin.
Erich Kling ist der Übersetzer von Boots and Saddles, dem Erinnerungsbuch Elizabeth Custers (1842–1933) an ihren Ehemann George Armstrong Custer, das in Deutschland 1887 unter dem Titel Dicht am Feinde erschien.

## Auszeichnungen
Erich Kling erhielt folgende Orden:
- Roter Adlerorden 4. Klasse mit Schwertern,
- Ritterkreuz 1. Klasse des Friedrichs-Ordens mit Schwertern,
- Orden vom Zähringer Löwen.

## Schriften (Auswahl)
- Bericht des Premierlieutenants Kling über seine vom 15. Juli bis 1. August 1888 ausgeführte Kebu- und Apossoreise. In:  Mitteilungen von Forschungsreisenden und Gelehrten aus den deutschen Schutzgebieten. Band 2, 1889, S. 70–75 (Digitalisat).
- Bericht des Premierlieutenants Kling über seine vom 12. Februar bis 8. April 1888 ausgeführte Reise von Bismarckburg nach Klein-Popo und zurück. In:  Mitteilungen von Forschungsreisenden und Gelehrten aus den deutschen Schutzgebieten. Band 2, 1889, S. 76–81 (Digitalisat).
- Bericht des Premierlieutenants Kling über eine Reise von Wo nach Sebbe und von hier nach Agome. In:  Mitteilungen von Forschungsreisenden und Gelehrten aus den deutschen Schutzgebieten. Band 2, 1889, S. 123–126 (Digitalisat).
- Bericht von Premierlieutenant Kling über die Station Bismarckburg. In:  Mitteilungen von Forschungsreisenden und Gelehrten aus den deutschen Schutzgebieten. Band 2, 1889, S. 191–194 (Digitalisat).
- Bericht des Premierlieutenants Kling über seine vom 29. Juli bis 6. August dieses Jahres nach Dutukpenne ausgeführte Reise. In:  Mitteilungen von Forschungsreisenden und Gelehrten aus den deutschen Schutzgebieten. Band 2, 1889, S. 194–199 (Digitalisat).
- Die Thierwelt von Togo. In:  Mitteilungen von Forschungsreisenden und Gelehrten aus den deutschen Schutzgebieten. Band 3, 1890, S. 56–70 (Digitalisat).
- Bericht des Hauptmanns Kling über seine letzte, von Lome über Kpanfu, Salaga und Naparri nach Bismarckburg ausgeführte Reise. In:  Mitteilungen von Forschungsreisenden und Gelehrten aus den deutschen Schutzgebieten. Band 3, 1890, S. 137–164 (Digitalisat).
- Reise des Hauptmanns Kling von Lome über Salaga nach Bismarckburg im Sommer 1891. In:  Mitteilungen von Forschungsreisenden und Gelehrten aus den deutschen Schutzgebieten. Band 5, 1892, S. 1–6 (Digitalisat).
- E. Kling, R. Büttner: Ergebnisse der Forschungsreisen im Hinterlande von Togo 1890–1892. In: Mitteilungen von Forschungsreisenden und Gelehrten aus den deutschen Schutzgebieten. Band 6, 1893, S. 105–254 (Digitalisat).